# Esterházy Miklós (1765–1833)
Galántai herceg Esterházy II. Miklós (teljes nevén Miklós Ferdinánd, németül: Fürst Nikolaus II. Esterházy de Galantha; Bécs, Habsburg Birodalom, 1765. december 12. – Como, Lombard–Velencei Királyság, 1833. november 25.), a magyar arisztokrata Esterházy családból származó magyar gróf és birodalmi herceg, császári táborszernagy, diplomata, műgyűjtő. Galántai herceg Esterházy I. Antal fia, „Fényes” Miklós herceg unokája. Életpályája során a Magyar királyi nemesi testőrség kapitánya volt II. Lipót császár és király idején, majd szerepelt II. Ferenc koronázóküldöttségének tagjaként is. Diplomataként részt vett többek között a châtilloni kongresszuson és X. Károly francia király koronázásán is. Bonaparte Napóleon őt akarta a Magyar Királyság királyává tenni.

## Élete
Az Esterházy-birtokok hitbizományát rendkívül fiatalon, 29 évesen elnyerte (1794–1833). Pályafutását katonaként kezdte II. József idején a birodalom hadseregében. 1791-ben a Magyar királyi nemesi testőrség kapitánya lett. 1792. július 14-én II. Ferenc császár koronázóküldöttségének tagjaként szerepelt. 1794-ben ezredessé, 1796-ban pedig tábornokká léptették elő. A napóleoni háborúk idején végig az osztrák császári hadseregben szolgált. 1797-ben saját költségén szerelt fel egy önkéntes ezredet. 1804-ben De Ligne hercegtől megvette az edelstetteni (birodalmi hercegi rangú) grófságot Bajorországban, és ezzel elnyerte a birodalmi hercegi címet is. 1809-ben Napóleon őt akarta Magyarország királyává koronáztatni, ezt azonban a Habsburgokhoz lojális herceg nem fogadta el. 1814-ben diplomáciai küldetést teljesített a châtilloni kongresszuson, a Napóleonnal való béketárgyaláson. 1815-ben Mária Lujza francia császárnét elkísérte Rambouillet-ba. X. Károly francia király koronázásán Ferenc császárt képviselte. 1817-ben a császári hadsereg táborszernagya, majd az Aranygyapjas rend lovagja és a Szent István-rend nagykeresztese lett.
1828-ban megvásárolta a Boden-tóban fekvő Mainau-szigetet a Badeni Őrgrófság nagyhercegétől, de nem bírta hosszú ideig megtartani.

## Mecénásként
Rendkívül művelt főúr volt, mielőtt katonai szolgálatba lépett volna, körbeutazta Európát, járt Angliában, Franciaországban és Itáliában. Nagyapja, Esterházy Miklós által nagy becsben tartott Kismartoni zenekar élén nagyapja halála után is, 1795-től Joseph Haydn maradhatott, majd J. N. Hummel állt. A kismartoni Esterházy-kastélyon is gyökeres felújítást hajtott végre: ő építtette meg a Haydn-termet. Charles Moreau tervezte a kismartoni kastély klasszikus stílusú átépítését, valamint egy operaházzal és galériával történő kibővítését is. A barokk kertet angol tájkertté építették át. Részt vett építési tervekben Bécsben is (Várszínház, Bécsi Színház). A művészet nagy pártfogójaként 1795-ben megvásárolta Neipperg gróf könyvtárát. Gazdag képtárat hagyott hátra, amelyet 1871-ben vásárolt meg a Magyar Tudományos Akadémia, ez lett az alapja a későbbi Szépművészeti Múzeumnak.

## Magánélete
Feleségével, Maria Josefa Hermenegilde von Liechtenstein hercegnővel három gyermekük volt: Pál Antal, Miklós Károly és Mária Leopoldina. A házastársak kapcsolata távolról sem volt harmonikus, Mária Josefa Hermenegilde eltűrte férje számtalan szerelmi kalandját, viszont férjének a francia madame Plaideuxvel folytatott viszonyából fakadó botránya miatt, melyből három gyermek is született, a hercegné visszavonult a társasági élettől.
II. Esterházy Miklós 1833. november 25-én halt meg Comóban, súlyosan eladósodott vagyont hagyva maga után. Az Esterházyak szétzilálódott pénzügyeinek rendbetételére Salomon Mayer von Rothschild bárót bízták meg.